# US-amerikanische Badmintonmeisterschaft 1977
Die US-amerikanische Badmintonmeisterschaft 1977 fand vom 30. März bis zum 2. April 1977 in San Diego statt. Es war die 37. Auflage der nationalen Titelkämpfe im Badminton in den USA.

## Titelträger
| Disziplin    | Sieger                      |
| ------------ | --------------------------- |
| Herreneinzel | Chris Kinard                |
| Dameneinzel  | Pam Brady                   |
| Herrendoppel | Jim Poole Mike Walker       |
| Damendoppel  | Diana Osterhues Janet Wilts |
| Mixed        | Bruce Pontow Pam Brady      |